# Студія А69
A69 – architekti, s.r.o. - чеське архітектурне бюро, засноване у 1994 році. 

## Діяльність
Бюро має кілька десятків реалізованих у Чехії проектів. Серед найзначніших споруд та проектів-переможців є: санаторій Dr. Peták у Франтішкових Лазнях, проект комплексу Villa Park Strahov, сполучний коридор для готелю Pawlik та ін. А69 також організовує воркшопи та читає лекції  як у Чехії, так і за кордоном. 
Це одна з найвідоміших чеських архітектурних студій, що публікується у престижних журналах та на вебресурсах усього світу. У 2007 році А69 було визнано однією з двох найкращих чеських студій молодих архітекторів, які ввійшли до топ-101 у світі. Ательє завоювало безліч престижних міжнародних нагород: номінація на премію Miese van der Rohe від Чехії в 2003, 2007 та 2011 роках, Grand Prix Architekty в 1999, 2008, 2010 та 2011 роках, Wallpaper Award за найкращий житловий будинок 2007 року. Студія працювала над десятками проектів в різних місцях Чеської республіки. Найвідомішими є Sanatorium dr. Petáka (2000–2001) та Villa Lea в Франтішкових Лазнях (1998).
Невіддільною частиною робіт архітекторів A69 є урбаністичні проекти, спрямовані на активізацію громадських місць. Важливими реалізаціями в цій галузі є Central Park Praha (2009), апартаменти Triplex в Карлових Варах (2011) та інші. Студія постійно розробляє та будує житлові будинки з характерним почерком, серед яких найвідомішими є Villa Lea Franzensbad (2005), будинок Plot в Хебу (2005), будинок Eggo в Празі (2006) тощо.